# Pfarrkirche Gerersdorf (Niederösterreich)

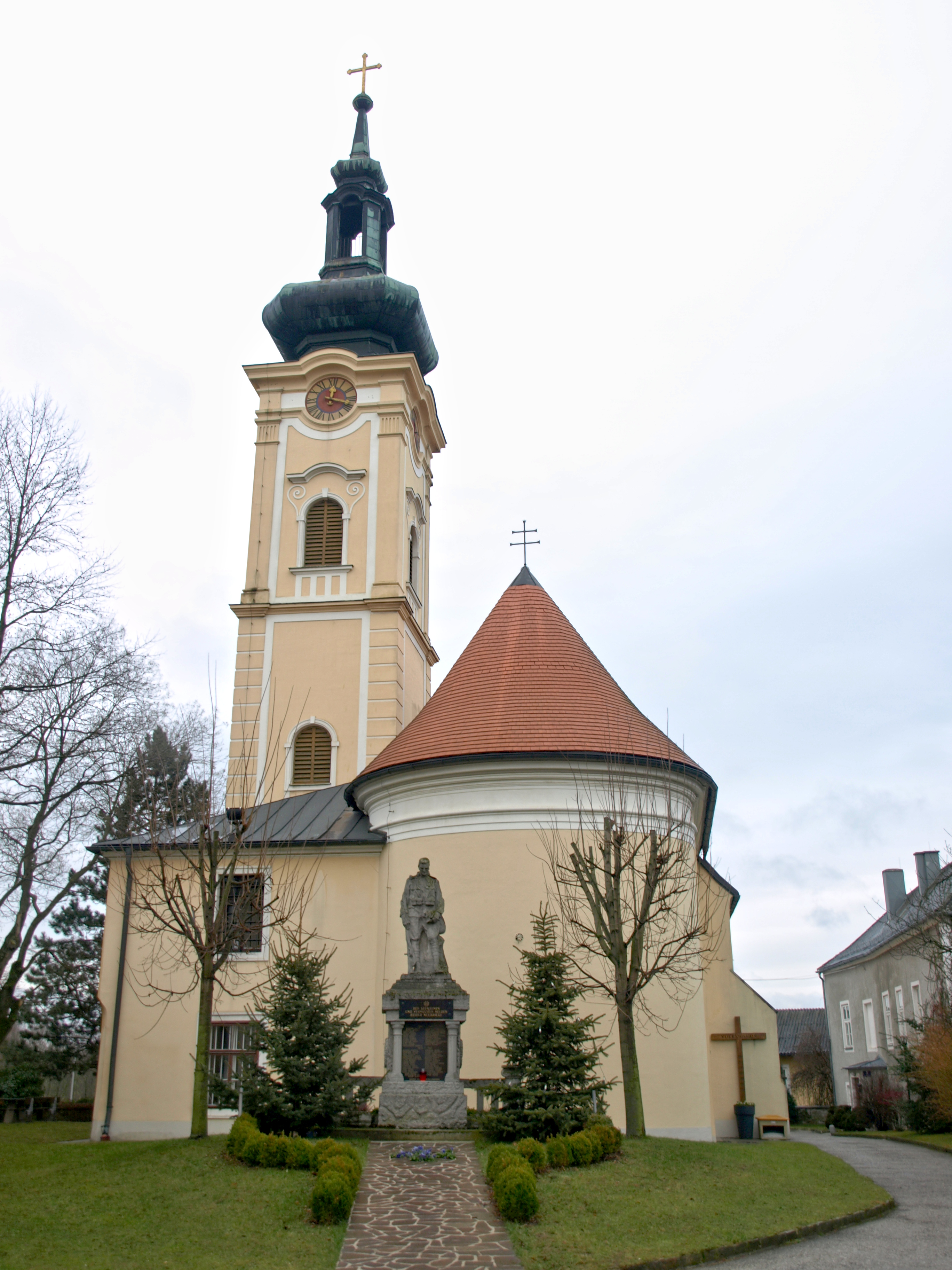
Kath. Pfarrkirche hl. Johannes der Täufer in Gerersdorf bei St. Pölten

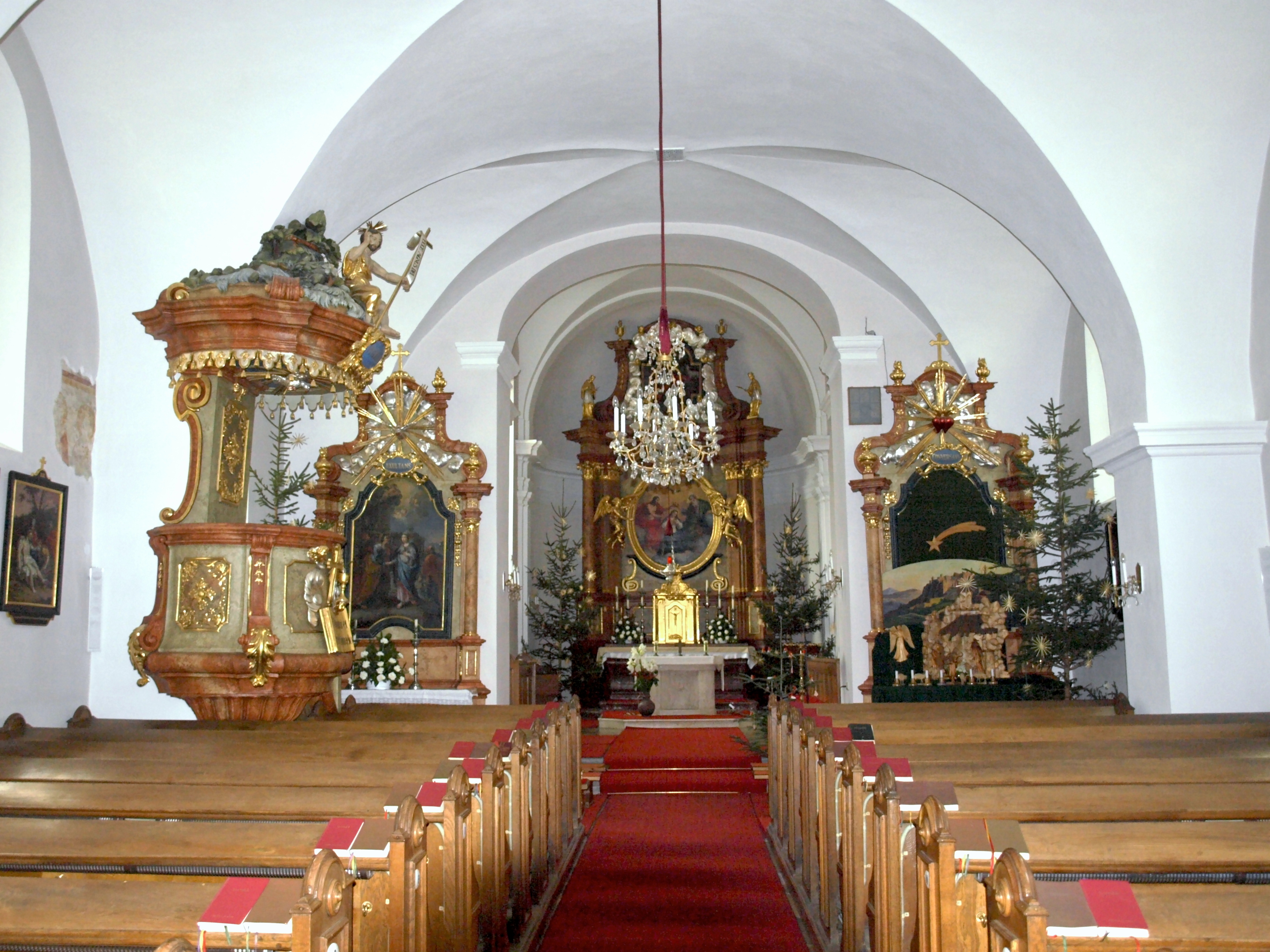
Im Langhaus zum Chor

Die römisch-katholische Pfarrkirche Gerersdorf steht in der Ortsmitte der Gemeinde Gerersdorf im Bezirk St. Pölten-Land in Niederösterreich. Die dem heiligen Johannes der Täufer geweihte Kirche gehört zum Dekanat Melk in der Diözese St. Pölten. Die Pfarrkirche steht unter Denkmalschutz.

## Geschichte
Urkundlich wurde 1313 und 1431/1434 eine Pfarre genannt. Um 1600 war die Kirche eine Filiale von St. Pölten und ab 1781 wieder Pfarre. 1966 erfolgte eine Zusammenlegung zur Pfarre Gerersdorf mit Prinzersdorf, siehe Filialkirche Prinzersdorf.
Die im Kern gotische Saalkirche wurde im 17. Jahrhundert nachgotisch verändert und erhielt mit Josef Wissgrill (1747) einen halbrund schließenden Chor und einen erneuerten Südturm in barocken Formen. Der Turm wurde 1945 zerstört und bis 1954 erneuert. 1983 wurde die Kirche innen und 1985 außen restauriert.

## Architektur
Das schlichte Langhaus mit einem Chor mit einer etwas höheren Trauflinie hat ein gemeinsames Satteldach mit einer Biberschwanzdeckung. Die kleine Portalhalle unter einem Walmdach an der westlichen Giebelfront zeigt eine Wandmalerei und Wandritzung Christus in der Mandorla flankiert von Johannes der Täufer, Maria, Peter und Paul von Sepp Zöchling (1952). Das Westportal zeigt mit sechs Kupferblechplatten Szenen aus dem Leben des Johannes der Täufer von Maria Sturm (1952). Der Kirchturm ist ca. 41 m hoch.